# Leapfrog Enterprises
LeapFrog Enterprises är ett amerikanskt företag som bland annat tillverkar bärbara spelenheter som marknadsförs under namnet Leapster.
Letter Factory (2003)
Talking Words Factory (2003)
Math Circus (2004)
Code Words Caper (2004)
Learn to Read Storybook Factory (2005)
A Tad for Christmas Cheer (2007)
Let Go to School (2009)
Math Adventures on the moon (2010)
Numbers ahoy (2010)
The amazing alphabet amsument Park (2011)
Sing and Learn with Us (2011)
Phonics Farm (2012)
Numberland (2013)
Adventure in shapeville Park (2013)
The magificent Museum Of Oppsite Words (2013)
Letters Machine Rescue Team (2014)
Counting on Lemonade  (2014)
Amazing Words Explorers (2015)
The Great Shape Mystery (2015)
Mr. Frog & Mrs. Frog’s Journey Adventures (2018)